# جاناتان بروکینز
جاناتان بروکینز (انگلیسی: Jonathan Brookins؛ زادهٔ ۱۳ اوت ۱۹۸۵) ورزشکار هنرهای رزمی ترکیبی اهل ایالات متحده آمریکا است.